# Каро (язык)
Каро (Arára, Arára de Rondonia, Arára do Jiparaná, Arara-Karo, Itanga, Itogapuc, Itogapúk, Karo, Ntogapid, Ntogapig, Ramarama, Uruku, Urukú) — язык тупи, на котором говорят в деревнях Итерап, Пайгап южной части муниципалитета Терра-Инджижена-де-Лоурдес штата Рондония в Бразилии. Имеет диалекты арара, уруку. Португальский изучается в качестве второго языка и используется в контактных ситуациях.